# Cal Metge (Cabra del Camp)
Cal Metge és un edifici del municipi de Cabra del Camp (Alt Camp) que forma part de l'Inventari del Patrimoni Arquitectònic de Catalunya.

## Descripció
És un gran edifici noble entre mitgeres, amb façana principal que dona al C. Major i façana posterior orientada als camps de conreu. La façana principal, de planta baixa i 2 pisos, presenta un tractament estilístic de gust classicitzant i simètric. Al 1r pis hi ha una balconada de ferro amb 3 obertures rectangulars emmarcades per motllures. L'obertura central està coronada per frontó i les dels costas per llinda ornamentada. Al 2n pis hi ha dos balcons als constats i una finestra centrada.
El coronament de l'edifici el forma un gran frontó trencat amb un cos cúbic central emmarcat per acants i amb el símbol de la medicina. Dues balustrades ocupen els espais d'ambdós costats. la verticalitat de l'edifici es veu reforçada per l'existència de 2 pilastres que pugen des del 1r pis i acaben en capitells jònics. La façana posterior preseta arcades en cadascun dels pisos.

## Història
Es tracta de la casa que la família del Dr. Giné i Partagàs, fill del poble de Cabra del Camp i personatge molt important per al desenvolupament de la vila, es feu construir aproximadament en els anys de 1930. En l'actualitat la casa no s'ocupa habitualment, tot i trobar-se en molt bones condicions.